# Brittany Elmslie
Brittany Joyce Elmslie (Nambour, 19 de junho de 1994) é um nadadora australiana, bicampeã olímpica nos Jogos de Londres 2012 e Rio 2016.

## Carreira
Elmslie conquistou uma medalha de ouro nos Jogos Olímpicos de 2012 competindo no revezamento 4x100 m livre, com suas compatriotas Alicia Coutts, Cate Campbell e Melanie Schlanger. A equipe australiana bateu o recorde olímpico na prova, com o tempo de 3 minutos, 33 segundo e 15 centésimos.